# Friedrich-Engels-Platz (Wien)
Der Friedrich-Engels-Platz liegt im Wiener Gemeindebezirk Brigittenau. Der Platz liegt in der Nähe des Donauufers, wird von Straßenzügen und Straßenbahngleisen durchquert und ist in verschiedene Grün- und Aufenthaltsflächen gegliedert. Benannt wurde der Platz nach Friedrich Engels.

## Geschichte
Der Platz hieß ursprünglich Kaiserplatz, ab 1920 Engelsplatz. Nach dem Bürgerkrieg 1934 und dem austrofaschistischen Putsch wurde er vom Ständestaat in Pater-Abel-Platz umbenannt. 1946 erhielt er den Namen Friedrich-Engels-Platz zurück, nach Friedrich Engels (1820–1895). Stark geprägt wird der Platz durch die in der Zwischenkriegszeit bzw. nach dem Zweiten Weltkrieg erbauten Gemeindebauten.

## Verkehr
Über den Friedrich-Engels-Platz verlaufen folgende wichtige Straßenverbindungen:
- B14: Am Handelskai gelangt man von Klosterneuburg kommend entlang der Donau im 20. und 2. Bezirk zu allen wichtigen Donaubrücken, zum Prater bis zum Freudenauer Hafen.
- B226: Die Adalbert-Stifter-Straße verbindet vom Gürtel kommend über die Floridsdorfer Brücke die inneren und westlichen Bezirke mit Floridsdorf.

Am Platz befindet sich ein Haltestellenkomplex, welcher von den Straßenbahnlinien 2, 31 und 33, den Autobuslinien 5A, 11A und 11B sowie den Nachtbuslinien N8, N29 und N31 bedient wird. Für die Linien 2, 33 und 11B ist der Friedrich-Engels-Platz die Endstation.
Vor dem Haus Nr. 22 befindet sich ein Taxistandplatz. Bei einer WienMobil-Radverleihstation können Fahrräder ausgeborgt werden.
Um die beiden getrennten Hälften des Platzes zu verbinden, gibt es für Fußgänger und Radfahrer eine Unterführung unter der Adalbert-Stifter-Straße.
Über die Floridsdorfer Brücke können Fußgänger und Radfahrer den Handelskai und die Donauuferbahn (S45) überqueren und so zum Donauufer und weiter über die Donau auf die Donauinsel gelangen.

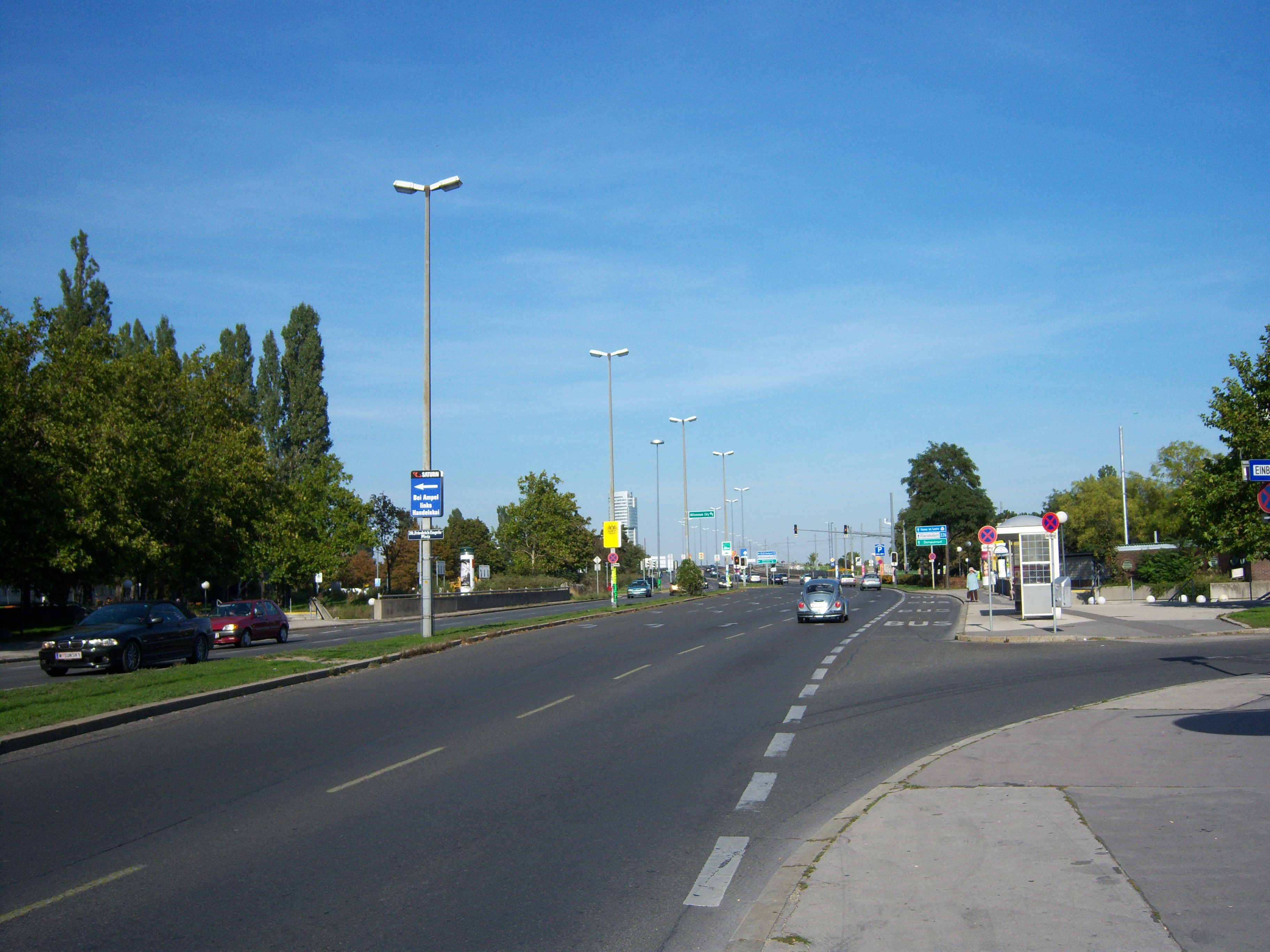
B226 Richtung Floridsdorfer Brücke
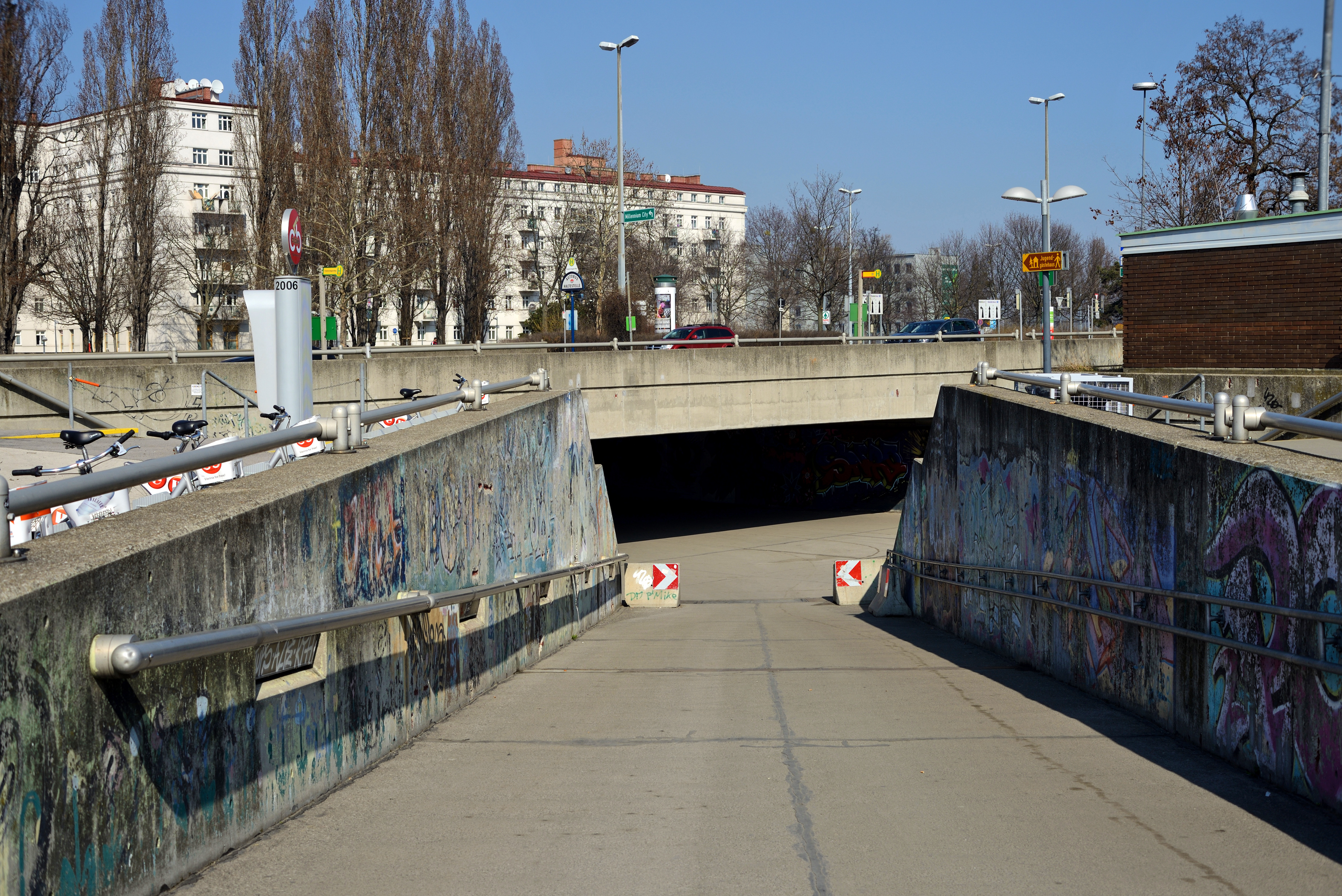
Unterführung
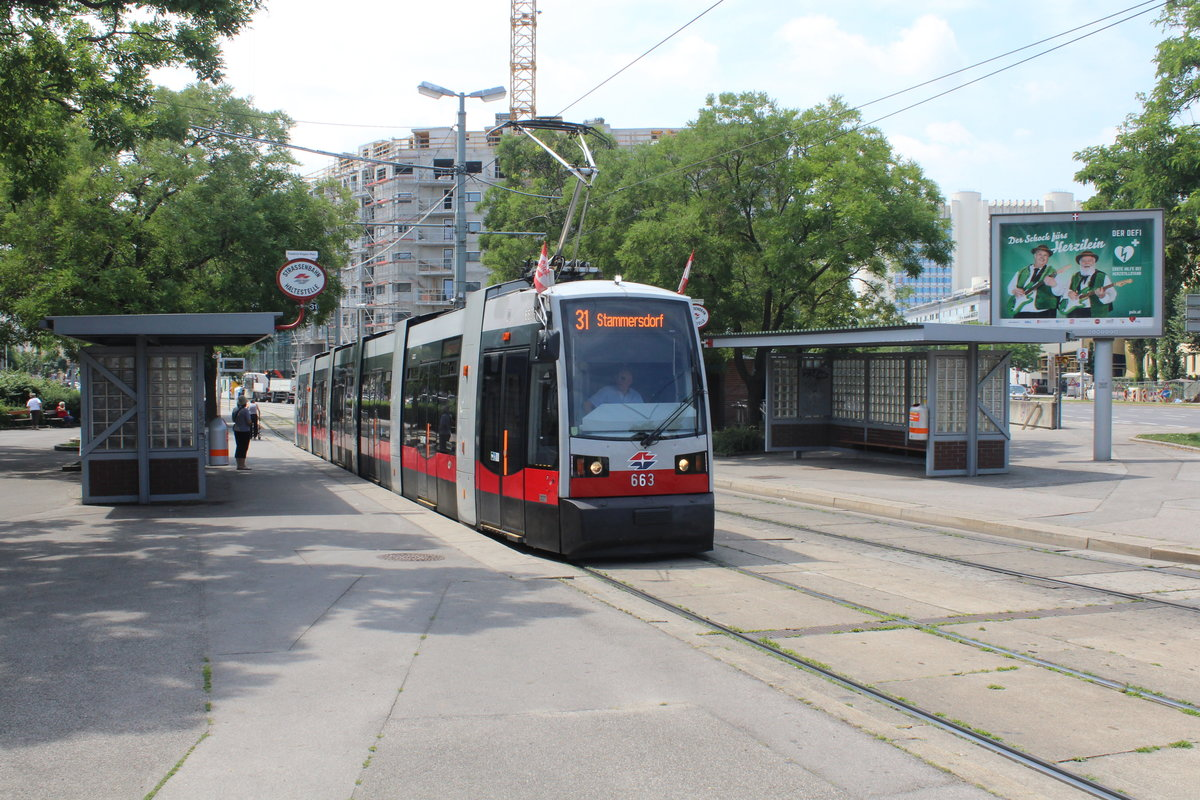
Straßenbahnhaltestelle
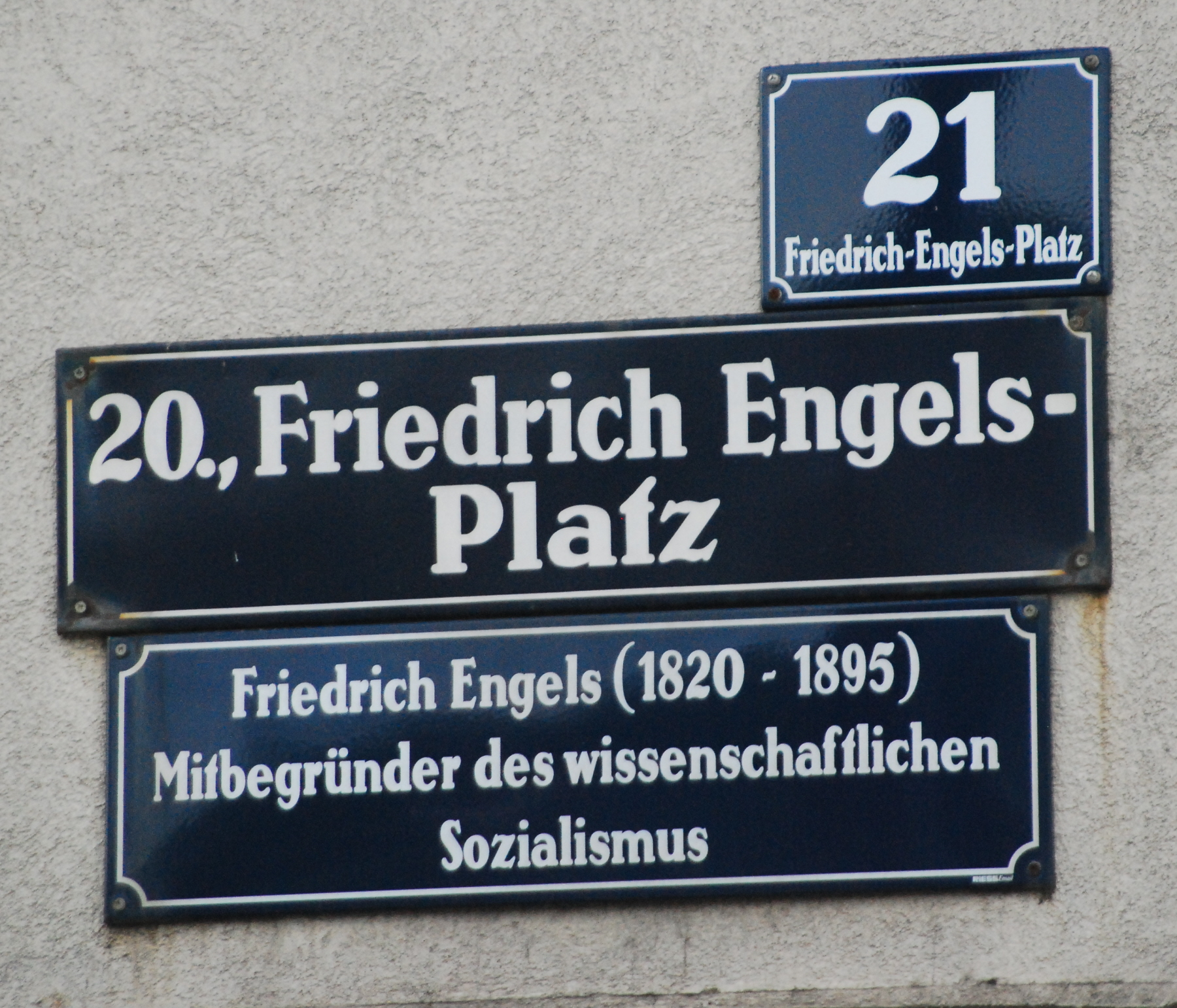
Straßentafel mit Zusatztafel

## Gebäudenummerierung und Infrastruktur
Die Nummerierung startet im Norden bei der Wohnhausanlage Friedrich-Engels-Platz mit den Nummern 1 bis 11 und läuft im Uhrzeigersinn. Die Nummer 12 trägt eine Filiale von Lidl. Die Nummern 13 und 14 sind nicht vergeben. Die Wohnhäuser im Südosten, zum Teil Gemeindebauten, tragen die Nummern 15 bis 21. In diesen befinden sich unter anderem eine Apotheke, ein Eissalon, einige Handwerker sowie Dienstleister. Bei der Wohnhausanlage Nr. 15–16 befindet sich der Zugang zum Arwagsteg, einer Fußgängerbrücke, welche über den Handelskai zum rechten Donauufer führt. Im 2016 fertiggestellten Wohnbau Nr. 22 ist eine Supermarktfiliale von Spar untergebracht, an der Dachgeschoßfassade ist das Anagramm ERGREIFS ENDLICH („Friedrich Engels“) der Künstlerin Gertrude Moser-Wagner aufgemalt. Mit der Nummer 24 ist dem Jugendgästehaus Brigittenau die höchste Ordnungsnummer des Platzes zugewiesen.
In der Mitte des Platzes gibt es Imbissstände, eine öffentliche WC-Anlage, Wartehäuschen für Fahrgäste der Straßenbahn sowie Pausenräume für die Mitarbeiter der Wiener Linien. Innerhalb der Schleifengleise ist eine 330 Quadratmeter große umzäunte Hundezone angelegt. Südlich der Brückenrampe befindet sich der 1.300 Quadratmeter große Pyramidenspielplatz mit einem Trinkwasserbrunnen.

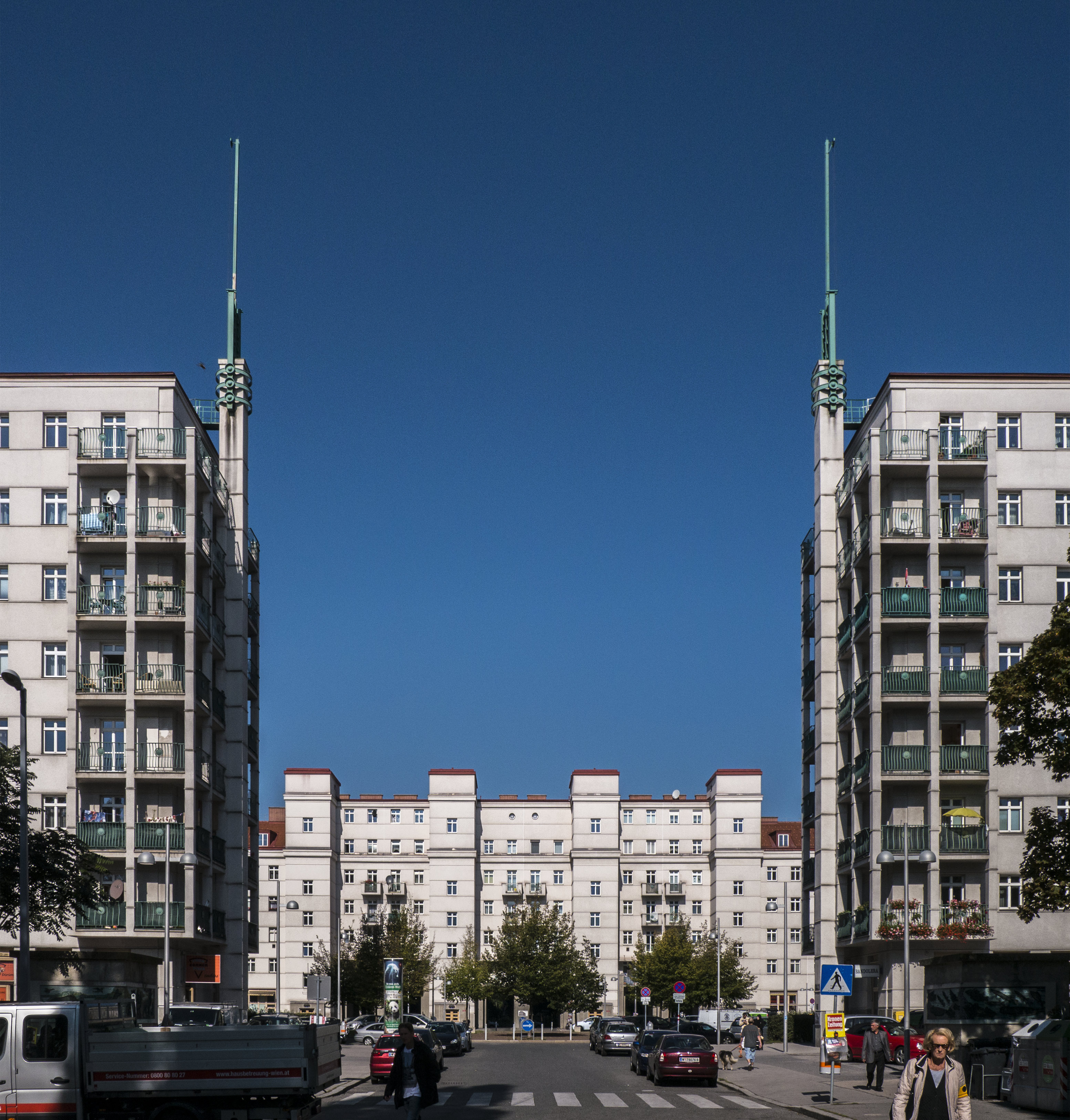
Wohnhausanlage Friedrich-Engels-Platz (Nr. 1–10)
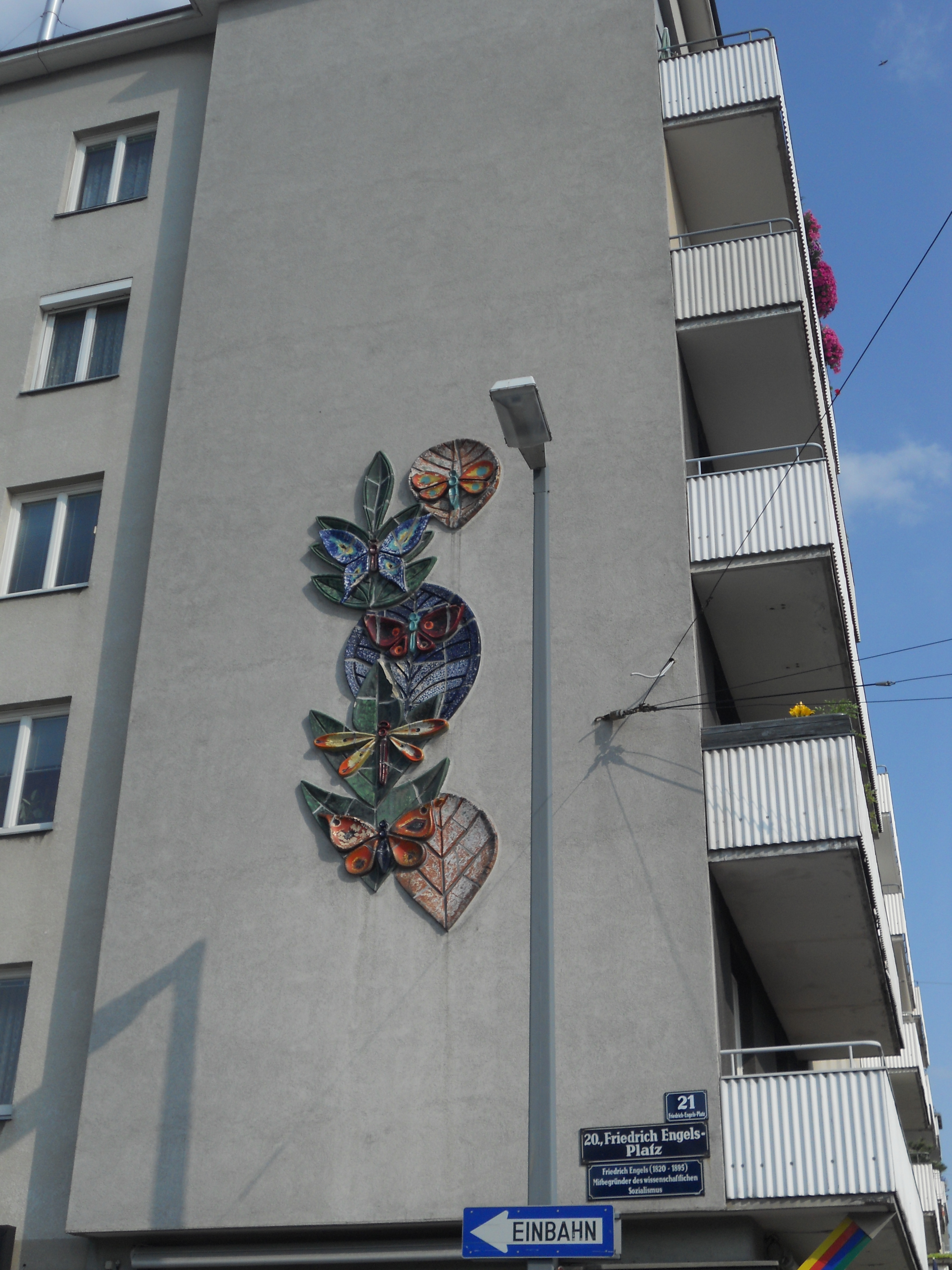
Gemeindebau Hausnummer 21